# Арезинг
Арезинг (њем. Aresing) општина је у њемачкој савезној држави Баварска. Једно је од 18 општинских средишта округа Нојбург-Шробенхаузен. Према процјени из 2010. у општини је живјело 2.676 становника. Посједује регионалну шифру (AGS) 9185113.

## Географски и демографски подаци
Арезинг се налази у савезној држави Баварска у округу Нојбург-Шробенхаузен. Општина се налази на надморској висини од 426 метара. Површина општине износи 29,9 km². У самом мјесту је, према процјени из 2010. године, живјело 2.676 становника. Просјечна густина становништва износи 90 становника/km².